# Indigofera heterotricha
Indigofera heterotricha är en ärtväxtart som beskrevs av Dc. Indigofera heterotricha ingår i släktet indigosläktet, och familjen ärtväxter. Inga underarter finns listade i Catalogue of Life.